# تيم يونغ (كرة سلة)
تيم يونغ (بالإنجليزية: Tim Young)‏ مواليد 6 فبراير 1976 في سانتا كروز، هو لاعب كرة سلة أمريكي سابق بدأ مسيرته الاحترافية في سنة 1999 حيث تم اختياره من قبل فريق غولدن ستايت ووريورز خلال الدرافت. اعتزل اللعب في 2005.

## فرق لعب لها
- غولدن ستايت ووريورز

## إحصائيات المسيرة

### الموسم الاعتيادي
| السنة                                          | الفريق              | لعب | بدأ | دقيقة | ميداني% | ثلاثية | حرة  | ارتداد | صنع | استلاب | تصدي | نقطة |
| ---------------------------------------------- | ------------------- | --- | --- | ----- | ------- | ------ | ---- | ------ | --- | ------ | ---- | ---- |
| الدوري الأمريكي لكرة السلة للمحترفين 1999–2000 | غولدن ستايت ووريورز | 25  | 0   | 5.5   | .333    | .000   | .778 | 1.4    | .2  | .1     | .0   | 2.2  |
| المسيرة                                        |                     | 25  | 0   | 5.5   | .333    | .000   | .778 | 1.4    | .2  | .1     | .0   | 2.2  |

## روابط خارجية
- تيم يونغ على موقع الاتحاد الدولي لكرة السلة (الإنجليزية)
- تيم يونغ على موقع إن بي أي (الإنجليزية)
- تيم يونغ على موقع سبورتس رفرنس (الإنجليزية)
- تيم يونغ على موقع كرة السلة الأوروبية.كوم (الإنجليزية)
- تيم يونغ على موقع كلية كرة السلة في سبورتس رفرنس.كوم (الإنجليزية)
- تيم يونغ على موقع ريلجم (الإنجليزية)
- تيم يونغ على موقع بروبوليرز (الإنجليزية)